# Asociace kuchařů a cukrářů České republiky
Asociace kuchařů a cukrářů České republiky (AKC) je cechovní organizace českých kuchařů a cukrářů.
Vznikla v roce 1993 z Asociace československých kuchařů a cukrářů, jež obnovila svou činnost v roce 1990 a navázala tak na tradici Svazu kuchařů, založenou v roce 1903. AKC se snaží zvyšovat úroveň a autoritu českého kulinářství a gastronomie a podporovat zájmy svých členů. Je členem Světové asociace kuchařů a cukrářů (WACS). Jejím prezidentem je Bc. Miroslav Kubec.
Asociace vznikla z iniciativy předních kuchařů ,kteří se soustřeďovali v Poradních sborech kuchařů .
Veřejnosti je známa především díky pořádání různých kulinářských soutěží, jako například Cukrář roku, Český kapr nebo Oslavy svatého Vavřince.